# Militão Pamplona Corte Real
Militão Pamplona Corte Real (Angra, ? — Angra do Heroísmo, 8 de março de 1890) foi um militar português.

## Biografia
Assentou praça em 1825 no batalhão de caçadores n.° 5, e tomou parte no feito heroico de 22 de Junho de 1828. Assistiu à defesa da ilha Terceira e à tomada das ilhas de oeste e da ilha de São Miguel.
Seguiu com a expedição liberal, e ao desembarcar no Mindelo empunhava a bandeira, que a rainha D. Maria oferecera àquele bravo batalhão.
Fez toda a campanha liberal até à convenção de Évora Monte. Foi na divisão auxiliar a Espanha em 1835, e, recolhendo-se em 1837, ainda veio assistir às acções de Ruivães e da Chã da Feira.
Em 1839 regressou à ilha Terceira, sendo capitão da infantaria nº 21.
Aderiu ao movimento popular de 1846-1847, passando por isso à 3.ª secção do exército. Tornou a entrar no serviço em 1852, e reformou-se, pouco depois, em Tenente-Coronel.
Era condecorado com o hábito da Ordem de Avis, medalha n.° 9 de D. Pedro e D. Maria, e medalha das campanhas de Espanha. Foi o último dos oficias, que faleceu em Angra, e que acompanharam D. Pedro.
Foi filho de Agapito Pamplona Rodovalho e de D. Maria Narcisa Barcelos Pamplona, e irmão de Júlio Pamplona Corte Real
E de Joaquim Maria Pamplona Corte Real, militares do exército português.